# Zulfiya Sabítova
Zulfiya Magomédovna Sabítova (en ruso: Зульфия Магомедовна Сабитова; Tiumén, 6 de mayo de 1993) es una deportista rusa que compite en piragüismo en la modalidad de eslalon. Ganó una medalla de bronce en el Campeonato Mundial de Piragüismo en Eslalon de 2021, en la prueba de C1 por equipos.

## Palmarés internacional
| Campeonato Mundial | Campeonato Mundial      | Campeonato Mundial | Campeonato Mundial |
| Año                | Lugar                   | Medalla            | Competición        |
| ------------------ | ----------------------- | ------------------ | ------------------ |
| 2021               | Bratislava (Eslovaquia) | Medalla de bronce  | C1 por equipos     |